# Кирилл-Высъягун
Кирилл-Высъягун (устар. Кирилл-Высъ-Ягун) — река в России, протекает по территории Сургутского района Ханты-Мансийского автономного округа. Длина реки — 142 км, площадь водосборного бассейна — 1200 км².
Берёт начало из озера Кирилл-Выслор недалеко от границы ХМАО И ЯНАО на высоте 112,6 м над уровнем моря. Впадает справа в реку Ингуягун в 96 км от устья на высоте 57,7 м.
В 2 км от устья расположен город Когалым. В верховье реки расположено Холмогорское нефтяное месторождение.

## Притоки
(км от устья)
- Варынгъягун (пр)
- Кильсэнъягун (пр)
- Ай-Ергонгоягун (лв)
- 43 км: Ергонгоягун (лв)[2]
- Тауягун (пр)
- 57 км: Пинтыръягун (пр)[2]
- 66 км: Санкиягун (пр)[2]
- Петрикиягун (пр)
- 86 км: Сугмутенъягун (пр)[2]
- 106 км: Ай-Кирилл-Высъягун (лв)[2]

## Озёра в бассейне
- Варинклор (исток реки Варынгъягун)
- Озёра Ергонгоягун-Лор
- Каккунлор (исток реки Тауягун)
- Кильсэнлор (исток реки Кильсэнъягун)
- Кирилл-Выслор (исток реки Кирилл-Высъягун)
- Коголымлор (в 4 км западнее устья реки Пинтыръягун)[5].
- Варъягунинклор (в 8 км западнее устья реки Тлунгъягун)[6].
- Озеро без названия (площадь водоёма 7,12 км²; является истоком реки без названия № 4309[7])[8].

## Данные водного реестра
По данным государственного водного реестра России относится к Верхнеобскому бассейновому округу, водохозяйственный участок реки — Обь от впадения реки Вах до города Нефтеюганск, речной подбассейн реки — Обь ниже Ваха до впадения Иртыша. Речной бассейн реки — (Верхняя) Обь до впадения Иртыша.